# Ulexiet
Het mineraal ulexiet is een gehydrateerd natrium-calcium-boraat met de chemische formule NaCaB5O6(OH)6·5(H2O).

## Eigenschappen
Het doorschijnende kleurloze of witte ulexiet heeft een witte streepkleur en een perfecte splijting volgens de kristalvlakken [010] en [110]. De gemiddelde dichtheid is 2,95 en de hardheid is 2,5. Het kristalstelsel is triklien en het mineraal is niet radioactief.

## Naam
Ulexiet is genoemd naar de Duitse scheikundige George Ludwig Ulex (1811 - 1883).

## Voorkomen
Ulexiet is een secundair boraatmineraal dat vooral gevormd wordt als product van borax, in combinatie met lichte verwarming en toevoeging van calcium. De typelocatie is Iquique, Tarapacá, Chili.